# Louane

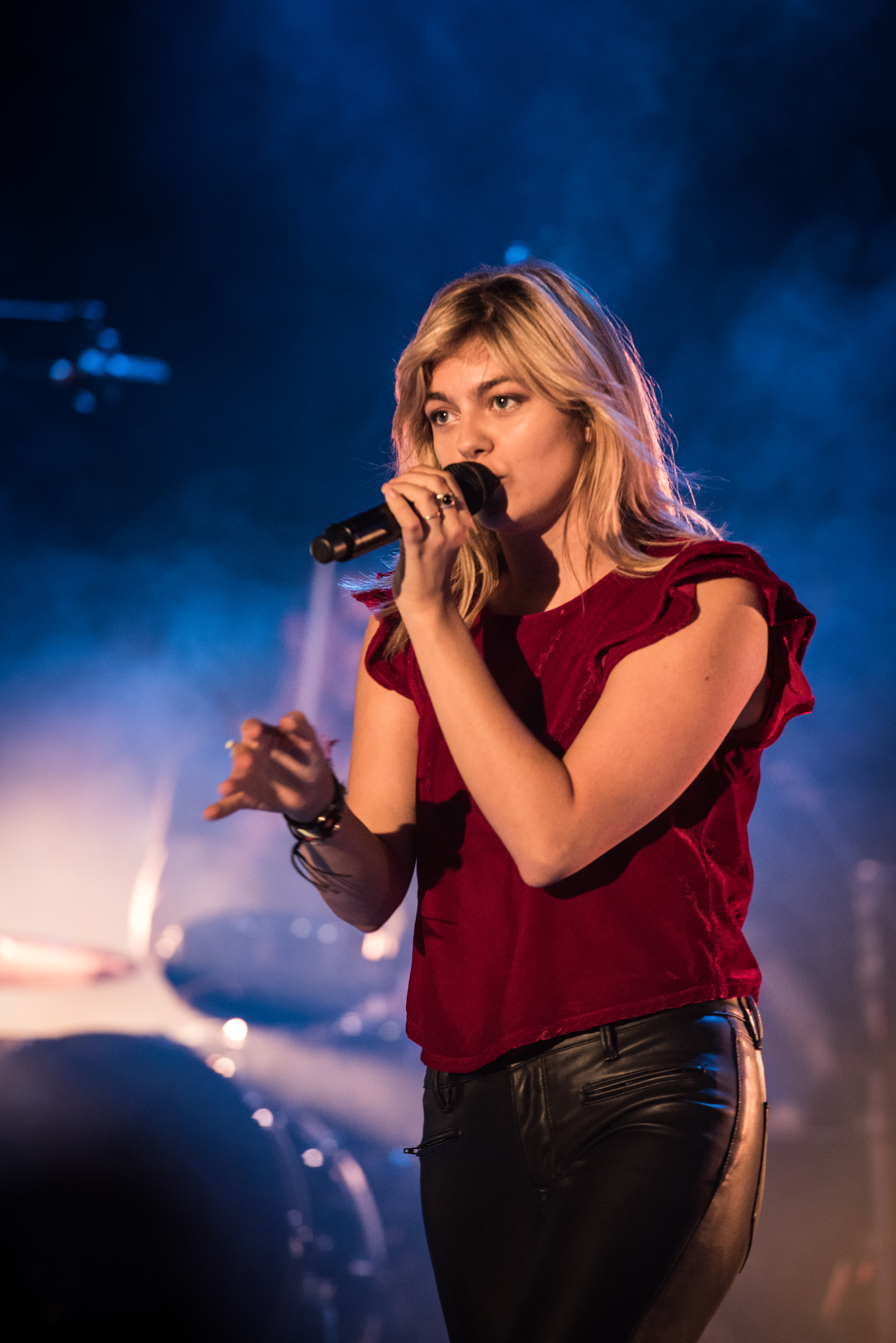
Louane beim Prix Lumières (2015)

Louane (Aussprache [lwan]; * 26. November 1996 in Hénin-Beaumont; bürgerlich Anne Edwige Maria Peichert), auch unter dem Künstlernamen Louane Emera bekannt, ist eine französische Sängerin und Schauspielerin.

## Leben
Louane wuchs mit vier Schwestern und einem Bruder in Hénin-Beaumont zwischen Lille und Arras (Département Nord) in Französisch-Flandern auf. Sie gibt an, dass ihre Familie französische, brasilianische, polnische, deutsche und portugiesische Wurzeln habe. Louane interessierte sich früh für Musik und belegte im Alter von acht Jahren den fünften Platz bei einem Musikwettbewerb. Mit zwölf Jahren nahm sie an der Castingshow L’école des stars im französischen Fernsehen teil und erreichte das Halbfinale. Im Jahr 2012 gründete sie mit Freunden die Band Dazzling Smile und gab sich im Folgejahr den Künstlernamen Louane Emera.
Als Louane nahm sie an der zweiten Staffel der französischen Castingshow The Voice, la plus belle voix teil, in der sie in den Blind Auditions mit dem Titel Un homme heureux von William Sheller überzeugte. Sie wurde von Louis Bertignac (ehemaliges Mitglied der Gruppe Téléphone) gecoacht und war mit 16 Jahren die jüngste Teilnehmerin der Show. Besondere Aufmerksamkeit erregte sie während der vierten Live-Show, in der sie John Lennons Lied Imagine sang, das sie ihrem kaum drei Monate vorher gestorbenen Vater widmete. Sie erreichte bei The Voice, la plus belle voix das Halbfinale und ging mit den anderen Halbfinalisten auf Tournee. Sie veröffentlichte ihre erste Single, Jour 1, und steuerte zum Album La bande à Renaud – Vol. 2 von Renaud den Titel La mère à Titi bei. Im folgenden Jahr starb ihre Mutter, die Louane zu The Voice, la plus belle voix angemeldet hatte. Ihrer Mutter widmete sie 2025 das Lied Maman (siehe unten).
Éric Lartigau besetzte sie in seinem Spielfilm Verstehen Sie die Béliers? (2014) als Jugendliche Paula, die das Singen liebt, sich jedoch zwischen ihrer Passion und ihrer gehörlosen Familie entscheiden muss. Für ihre Darstellung wurde Louane, die für die Rolle ein halbes Jahr lang die Gebärdensprache erlernte, 2015 mit einem César für die beste Nachwuchsdarstellerin ausgezeichnet. Sie gewann zudem einen Prix Lumières, ebenfalls als beste Nachwuchsdarstellerin.
Am 2. März 2015 erschien ihr erstes Musikalbum, Chambre 12, das Platz 1 der französischen Album-Charts erreichte. Die erste Singleauskopplung aus dem Album, Avenir, erreichte die Spitze der französischen Single-Charts. Avenir landete in den deutschen Singlecharts auf Platz 3 und erreichte 2017 in Deutschland Platin-Status.
Louane ist mit dem Produzenten und Regisseur Florian Rossi liiert. Im Frühjahr 2020 bekam sie ihr erstes Kind.
Am 23. Oktober 2020 erschien Louanes drittes Studioalbum, Joie de vivre, das in Deutschland Platz 92 und in Österreich Platz 9 der Album-Charts erreichte sowie in der Schweiz und in Frankreich Platz 6.
Am 30. Januar 2025 wurde bekannt, dass sie Frankreich beim Eurovision Song Contest 2025 in Basel vertreten werde. Der Titel Maman wurde im März veröffentlicht und kam am 17. Mai 2025 auf Platz 7 von 26 Teilnehmern.

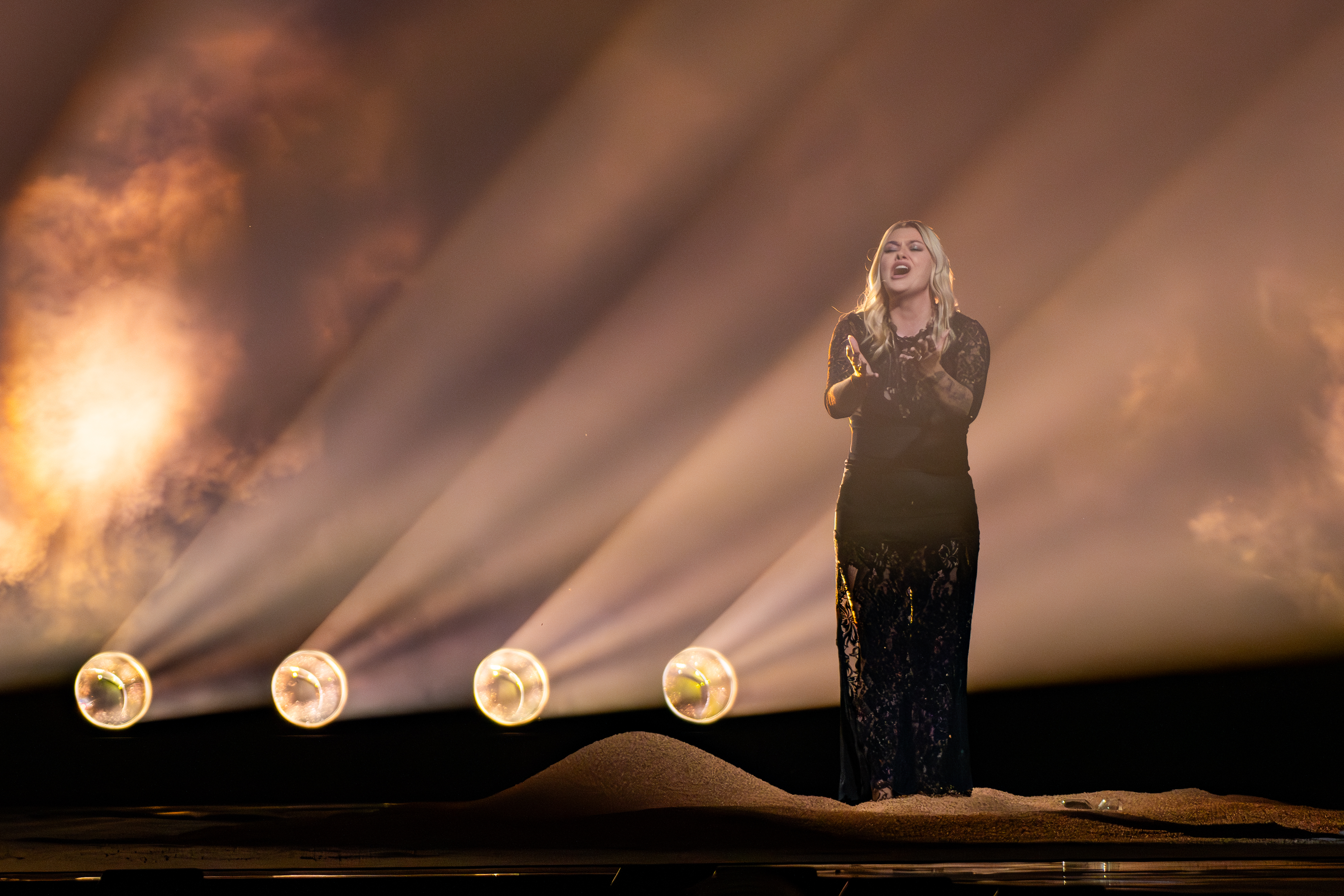
Louane beim Finale des Eurovision Song Contest 2025

## Diskografie

### Studioalben
| Jahr | Titel Musiklabel                                | Höchstplatzierung, Gesamtwochen, AuszeichnungChartplatzierungen (Jahr, Titel, Musiklabel, Platzierungen, Wochen, Auszeichnungen, Anmerkungen) | Höchstplatzierung, Gesamtwochen, AuszeichnungChartplatzierungen (Jahr, Titel, Musiklabel, Platzierungen, Wochen, Auszeichnungen, Anmerkungen) | Höchstplatzierung, Gesamtwochen, AuszeichnungChartplatzierungen (Jahr, Titel, Musiklabel, Platzierungen, Wochen, Auszeichnungen, Anmerkungen) | Höchstplatzierung, Gesamtwochen, AuszeichnungChartplatzierungen (Jahr, Titel, Musiklabel, Platzierungen, Wochen, Auszeichnungen, Anmerkungen) | Höchstplatzierung, Gesamtwochen, AuszeichnungChartplatzierungen (Jahr, Titel, Musiklabel, Platzierungen, Wochen, Auszeichnungen, Anmerkungen) | Anmerkungen                                                 | [↑]: gemeinsam behandelt mit vorhergehendem Eintrag; [←]: in beiden Charts platziert |
| Jahr | Titel Musiklabel                                | DE | AT | CH | FR | BEW | Anmerkungen                                                 |                                                                                      |
| ---- | ----------------------------------------------- | --- | --- | --- | --- | --- | ----------------------------------------------------------- | ------------------------------------------------------------------------------------ |
| 2015 | Chambre 12 Fontana / Mercury / Universal        | DE22 (26 Wo.)DE | — | CH6 Gold · (77 Wo.)CH | FR1 ×2Doppeldiamant · (107 Wo.)FR | BEW1 Platin · (147 Wo.)BEW | Erstveröffentlichung: 2. März 2015 Verkäufe: + 1.040.000    |                                                                                      |
| 2017 | Louane Fontana / Mercury / Universal            | DE53 (3 Wo.)DE | — | CH4 (38 Wo.)CH | FR1 Diamant · (100 Wo.)FR | BEW2 Gold · (98 Wo.)BEW | Erstveröffentlichung: 10. November 2017 Verkäufe: + 515.000 |                                                                                      |
| 2020 | Joie de vivre Fontana / Mercury / Universal     | DE92 (1 Wo.)DE | — | CH9 (10 Wo.)CH | FR6 Platin · (83 Wo.)FR | BEW6 (32 Wo.)BEW | Erstveröffentlichung: 23. Oktober 2020 Verkäufe: + 100.000  |                                                                                      |
| 2022 | Sentiments Fontana / Mercury / Universal        | — | — | CH24 (3 Wo.)CH | FR9 Platin · (126 Wo.)FR | BEW18 (36 Wo.)BEW | Erstveröffentlichung: 9. Dezember 2022 Verkäufe: + 100.000  |                                                                                      |
| 2023 | Sentiments hereux Fontana / Mercury / Universal | — | —[CH: ↑][FR: ↑] | CH24 (3 Wo.)CH | FR9 Platin · (126 Wo.)FR | BEW60 (5 Wo.)BEW | Erstveröffentlichung: 27. Oktober 2023                      |                                                                                      |
| 2024 | Solo Fontana / Mercury / Universal              | — | — | CH61 (1 Wo.)CH | FR8 (27 Wo.)FR | BEW21 (8 Wo.)BEW | Erstveröffentlichung: 25. Oktober 2024                      |                                                                                      |

### Kompilationen
| Jahr | Titel Musiklabel                 | Höchstplatzierung, Gesamtwochen, AuszeichnungChartplatzierungen (Jahr, Titel, Musiklabel, Platzierungen, Wochen, Auszeichnungen, Anmerkungen) | Höchstplatzierung, Gesamtwochen, AuszeichnungChartplatzierungen (Jahr, Titel, Musiklabel, Platzierungen, Wochen, Auszeichnungen, Anmerkungen) | Höchstplatzierung, Gesamtwochen, AuszeichnungChartplatzierungen (Jahr, Titel, Musiklabel, Platzierungen, Wochen, Auszeichnungen, Anmerkungen) | Höchstplatzierung, Gesamtwochen, AuszeichnungChartplatzierungen (Jahr, Titel, Musiklabel, Platzierungen, Wochen, Auszeichnungen, Anmerkungen) | Höchstplatzierung, Gesamtwochen, AuszeichnungChartplatzierungen (Jahr, Titel, Musiklabel, Platzierungen, Wochen, Auszeichnungen, Anmerkungen) | Anmerkungen                       |
| Jahr | Titel Musiklabel                 | DE | AT | CH | FR | BEW | Anmerkungen                       |
| ---- | -------------------------------- | --- | --- | --- | --- | --- | --------------------------------- |
| 2025 | Tiens mon best Of Island Def Jam | — | — | — | FR6 (… Wo.)FR | BEW45 (6 Wo.)BEW | Erstveröffentlichung: 8. Mai 2025 |

### EPs
| Jahr | Titel Musiklabel                     | Höchstplatzierung, Gesamtwochen, AuszeichnungChartplatzierungen (Jahr, Titel, Musiklabel, Platzierungen, Wochen, Auszeichnungen, Anmerkungen) | Höchstplatzierung, Gesamtwochen, AuszeichnungChartplatzierungen (Jahr, Titel, Musiklabel, Platzierungen, Wochen, Auszeichnungen, Anmerkungen) | Höchstplatzierung, Gesamtwochen, AuszeichnungChartplatzierungen (Jahr, Titel, Musiklabel, Platzierungen, Wochen, Auszeichnungen, Anmerkungen) | Höchstplatzierung, Gesamtwochen, AuszeichnungChartplatzierungen (Jahr, Titel, Musiklabel, Platzierungen, Wochen, Auszeichnungen, Anmerkungen) | Höchstplatzierung, Gesamtwochen, AuszeichnungChartplatzierungen (Jahr, Titel, Musiklabel, Platzierungen, Wochen, Auszeichnungen, Anmerkungen) | Anmerkungen                            |
| Jahr | Titel Musiklabel                     | DE | AT | CH | FR | BEW | Anmerkungen                            |
| ---- | ------------------------------------ | --- | --- | --- | --- | --- | -------------------------------------- |
| 2014 | Avenir Fontana / Mercury / Universal | — | — | — | FR198 (1 Wo.)FR | — | Erstveröffentlichung: 1. Dezember 2014 |

### Singles als Leadmusikerin
| Jahr | Titel Album                                         | Höchstplatzierung, Gesamtwochen, AuszeichnungChartplatzierungen (Jahr, Titel, Album, Platzierungen, Wochen, Auszeichnungen, Anmerkungen) | Höchstplatzierung, Gesamtwochen, AuszeichnungChartplatzierungen (Jahr, Titel, Album, Platzierungen, Wochen, Auszeichnungen, Anmerkungen) | Höchstplatzierung, Gesamtwochen, AuszeichnungChartplatzierungen (Jahr, Titel, Album, Platzierungen, Wochen, Auszeichnungen, Anmerkungen) | Höchstplatzierung, Gesamtwochen, AuszeichnungChartplatzierungen (Jahr, Titel, Album, Platzierungen, Wochen, Auszeichnungen, Anmerkungen) | Höchstplatzierung, Gesamtwochen, AuszeichnungChartplatzierungen (Jahr, Titel, Album, Platzierungen, Wochen, Auszeichnungen, Anmerkungen) | Anmerkungen                                                                     |
| Jahr | Titel Album                                         | DE | AT | CH | FR | BEW | Anmerkungen                                                                     |
| --- | --------------------------------------------------- | --- | --- | --- | --- | --- | ------------------------------------------------------------------------------- |
| 2013 | Un homme heureux The Voice: la plus belle voix      | — | — | — | FR126 (2 Wo.)FR | — | Erstveröffentlichung: 1. Januar 2013 Original: William Sheller                  |
| 2013 | Quelqu’un m’a dit The Voice: la plus belle voix     | — | — | — | FR146 (2 Wo.)FR | — | Erstveröffentlichung: 1. Januar 2013 Original: Carla Bruni                      |
| 2013 | Imagine The Voice: la plus belle voix               | — | — | — | FR160 (1 Wo.)FR | — | Erstveröffentlichung: 1. Januar 2013 Original: John Lennon                      |
| 2014 | Jour 1 Chambre 12                                   | — | — | CH49 (14 Wo.)CH | FR6 Gold · (91 Wo.)FR | BEW2 Gold · (38 Wo.)BEW | Erstveröffentlichung: 24. März 2014 Verkäufe: + 90.000                          |
| 2014 | Avenir Chambre 12                                   | DE3 Platin · (38 Wo.)DE | AT4 (23 Wo.)AT | CH42 (24 Wo.)CH | FR1 Gold · (63 Wo.)FR | BEW5 Gold · (34 Wo.)BEW | Erstveröffentlichung: 1. Dezember 2014 Verkäufe: + 485.000                      |
| 2015 | Jeune (j’ai envie) Chambre 12                       | — | — | — | FR134 (5 Wo.)FR | — | Erstveröffentlichung: 20. Juli 2015                                             |
| 2015 | Nos secrets Chambre 12                              | — | — | — | FR43 (18 Wo.)FR | BEW6 (18 Wo.)BEW | Erstveröffentlichung: 7. September 2015                                         |
| 2015 | Maman Chambre 12                                    | — | — | — | FR18 (45 Wo.)FR | BEW11 (16 Wo.)BEW | Erstveröffentlichung: 30. November 2015                                         |
| 2016 | Tourne Chambre 12                                   | — | — | — | — | BEW22 (11 Wo.)BEW | Erstveröffentlichung: 7. März 2016                                              |
| 2017 | On était beau Louane                                | — | — | CH76 (3 Wo.)CH | FR39 Diamant · (29 Wo.)FR | BEW6 (19 Wo.)BEW | Erstveröffentlichung: 30. Juni 2017 Verkäufe: + 333.333                         |
| 2017 | Si t’étais là Louane                                | — | — | CH49 (12 Wo.)CH | FR38 Diamant · (22 Wo.)FR | BEW3 (19 Wo.)BEW | Erstveröffentlichung: 21. Oktober 2017 Verkäufe: + 333.333                      |
| 2018 | Immobile Louane                                     | — | — | — | — | BEW22 (13 Wo.)BEW | Erstveröffentlichung: 23. Februar 2018                                          |
| 2018 | No Louane                                           | — | — | — | FR— GoldFR | BEW26 (6 Wo.)BEW | Erstveröffentlichung: 25. Mai 2018 Verkäufe: + 100.000                          |
| 2018 | Midi sur Novembre Louane                            | — | — | — | FR151 Gold · (4 Wo.)FR | BEW9 (16 Wo.)BEW | Erstveröffentlichung: 21. September 2018 Verkäufe: + 100.000; feat. Julien Doré |
| 2020 | Donne-moi ton cœur Joie de vivre                    | — | — | — | FR73 Gold · (21 Wo.)FR | BEW8 (18 Wo.)BEW | Erstveröffentlichung: 2. Juli 2020 Verkäufe: + 100.000                          |
| 2020 | Désolée Joie de vivre                               | — | — | — | — | BEW36 (5 Wo.)BEW | Erstveröffentlichung: 11. Dezember 2020                                         |
| 2021 | Aimer à mort Joie de vivre                          | — | — | — | FR78 Platin · (23 Wo.)FR | BEW41 (3 Wo.)BEW | Erstveröffentlichung: 9. Juli 2021 Verkäufe: + 200.000                          |
| 2022 | Secret Sentiments                                   | — | — | — | FR7 Diamant · (84 Wo.)FR | BEW30 (21 Wo.)BEW | Erstveröffentlichung: 8. Oktober 2022 Verkäufe: + 333.333                       |
| 2023 | Pardonne-moi Sentiments hereux                      | — | — | — | FR50 Platin · (34 Wo.)FR | BEW3 Gold · (26 Wo.)BEW | Erstveröffentlichung: 25. Mai 2023 Verkäufe: + 210.000                          |
| 2024 | La pluie Solo                                       | — | — | — | FR72 Platin · (26 Wo.)FR | BEW16 (14 Wo.)BEW | Erstveröffentlichung: 27. Juni 2024 Verkäufe: + 200.000                         |
| 2025 | Maman –                                             | — | AT61 (1 Wo.)AT | CH13 (2 Wo.)CH | FR23 Gold · (14 Wo.)FR | BEW23 (9 Wo.)BEW | Erstveröffentlichung: 15. März 2025 Verkäufe: + 100.000                         |
| Folgende Lieder erschienen nicht als Single, wurden aber durch das Album zum Download und Streaming bereitgestellt und konnten somit eine Platzierung erlangen: |                                                     | | | | | |                                                                                 |
| |                                                     | | | | | |                                                                                 |
| 2014 | Je vole Verstehen Sie die Béliers? (O.S.T.)         | — | — | CH73 (1 Wo.)CH | FR2 Gold · (73 Wo.)FR | BEW15 (38 Wo.)BEW | Charteinstieg: 27. Dezember 2014 Verkäufe: + 75.000; als Louane Emera           |
| 2014 | Je vais t’aimer Verstehen Sie die Béliers? (O.S.T.) | — | — | — | FR36 (20 Wo.)FR | — | Charteinstieg: 27. Dezember 2014 als Louane Emera                               |
| 2014 | En chantant Verstehen Sie die Béliers? (O.S.T.)     | — | — | — | FR83 (9 Wo.)FR | — | Charteinstieg: 27. Dezember 2014 als Louane Emera                               |
| 2015 | Chambre 12                                          | — | — | — | FR129 (1 Wo.)FR | — | Charteinstieg: 14. März 2015                                                    |
| 2015 | Rester seule Chambre 12                             | — | — | — | FR181 (1 Wo.)FR | — | Charteinstieg: 14. November 2015                                                |
| 2016 | Le chasseur J’étais un ange – Michel Delpech        | — | — | — | FR89 (2 Wo.)FR | — | Charteinstieg: 26. November 2016                                                |
| 2023 | Santa Claus Is Coming to Town Louane                | — | — | — | FR90 (2 Wo.)FR | — | Charteinstieg: 29. Dezember 2023                                                |
| 2024 | Les étoiles Sentiments hereux (nan j'déconne)       | — | — | — | FR110 Gold · (11 Wo.)FR | BEW29 (10 Wo.)BEW | Charteinstieg: 20. Januar 2024                                                  |

### Singles als Gastmusikerin
| Jahr | Titel Album                           | Höchstplatzierung, Gesamtwochen, AuszeichnungChartplatzierungen (Jahr, Titel, Album, Platzierungen, Wochen, Auszeichnungen, Anmerkungen) | Höchstplatzierung, Gesamtwochen, AuszeichnungChartplatzierungen (Jahr, Titel, Album, Platzierungen, Wochen, Auszeichnungen, Anmerkungen) | Höchstplatzierung, Gesamtwochen, AuszeichnungChartplatzierungen (Jahr, Titel, Album, Platzierungen, Wochen, Auszeichnungen, Anmerkungen) | Höchstplatzierung, Gesamtwochen, AuszeichnungChartplatzierungen (Jahr, Titel, Album, Platzierungen, Wochen, Auszeichnungen, Anmerkungen) | Höchstplatzierung, Gesamtwochen, AuszeichnungChartplatzierungen (Jahr, Titel, Album, Platzierungen, Wochen, Auszeichnungen, Anmerkungen) | Anmerkungen |
| Jahr | Titel Album                           | DE | AT | CH | FR | BEW | Anmerkungen |
| --- | ------------------------------------- | --- | --- | --- | --- | --- | --- |
| 2025 | Grand soleil –                        | — | — | — | FR56 (3 Wo.)FR | — | Erstveröffentlichung: 14. März 2025 Damso feat. Various Artists; Benefizsingle für die Anti-AIDS-Veranstaltung Sidaction |
| Folgende Lieder erschienen nicht als Single, wurden aber durch das Album zum Download und Streaming bereitgestellt und konnten somit eine Platzierung erlangen: |                                       | | | | | | |
| |                                       | | | | | | |
| 2017 | It Won’t Kill Ya Memories…Do Not Open | — | — | — | FR78 Gold · (30 Wo.)FR | — | Charteinstieg: 15. April 2017 Verkäufe: + 66.666; The Chainsmokers feat. Louane                                          |
| 2021 | Derrière le brouillard Mesdames       | — | — | — | FR42 Diamant · (56 Wo.)FR | — | Erstveröffentlichung: 29. Januar 2021 Verkäufe: + 333.333; Grand Corps Malade feat. Louane                               |

## Filmografie
- 2014: Verstehen Sie die Béliers? (La famille Bélier)
- 2017: Sahara (Stimme)
- 2017: Nos Patriotes
- 2022: Belle (Stimme)
- 2022: Tödliche Ahnung (Krimiserie, 6 Folgen)
- 2023: Marie-Line et son juge

## Auszeichnungen
- 2015: Prix Lumières, Beste Nachwuchsdarstellerin, für Verstehen Sie die Béliers?
- 2015: César, Beste Nachwuchsdarstellerin, für Verstehen Sie die Béliers?